# 艾爾聯足球會

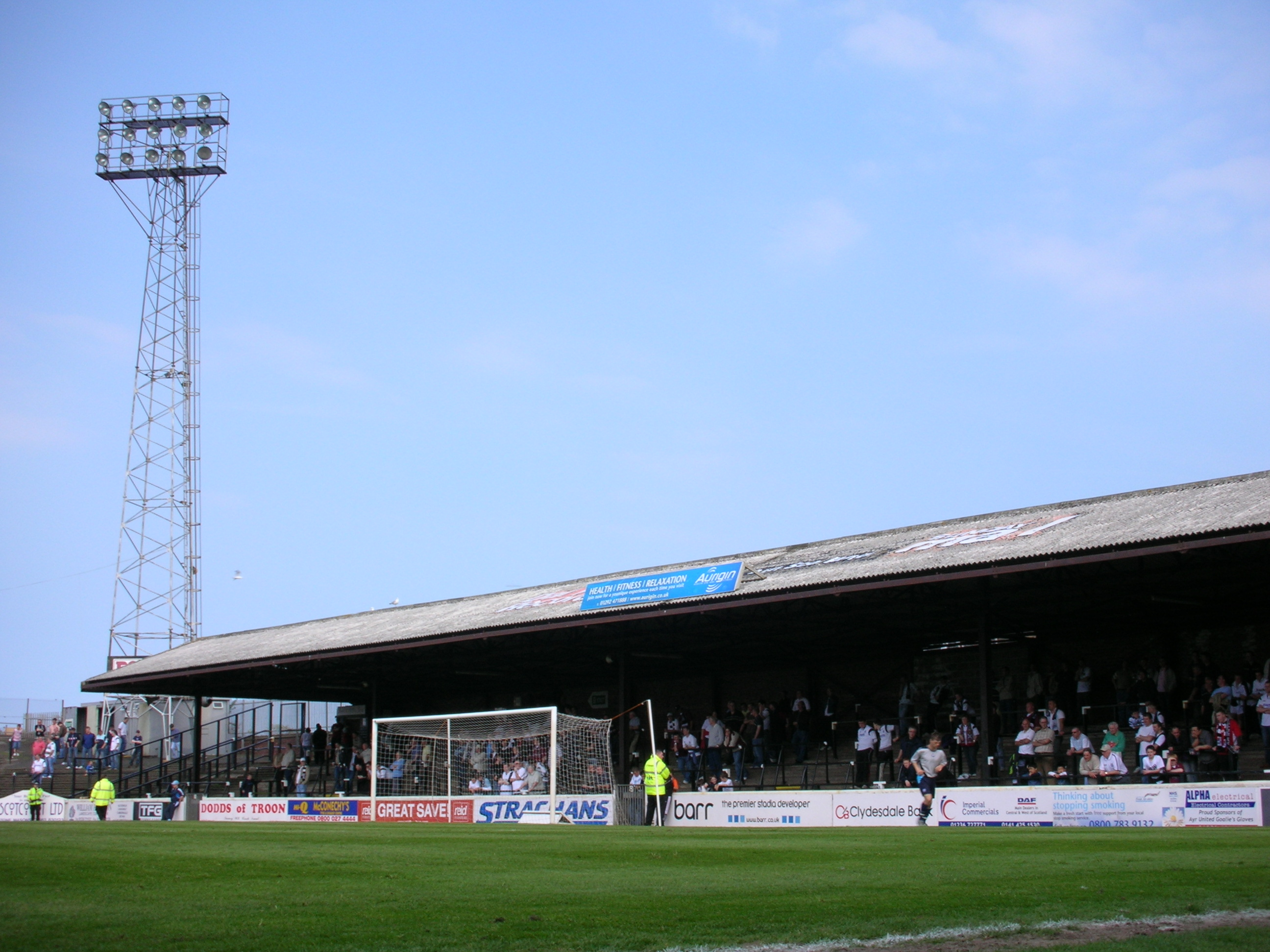
森麻實公園球場

艾爾聯足球會（Ayr United F.C.） 是位於蘇格蘭南艾尔郡的艾爾（Ayr）的足球會，於2008/09年球季透過附加賽升級到蘇格蘭甲組聯賽作賽。於1910年由「艾爾柏克侯斯足球會」（Ayr Parkhouse F.C.）及「艾爾足球會」（Ayr F.C.）合併而創立，其暱稱「老實人」（The Honest Men）取自蘇格蘭著名詩人羅伯特·伯恩斯的《Tam o' Shanter》上的一句。球隊以森麻實公園球場為主場球場。
艾爾聯一共在頂級聯賽渡過34個球季，但最後一季已是1977/78年球季。球會曾在第二級聯賽6次及第三級聯賽2次取得冠軍錦標，惟從來沒有贏取任何全國性盃賽。球會最著名及成功的領隊是艾利·麥李歐德，離職後曾出任蘇格蘭國家隊的領隊。現任領隊是球會前球員布莱恩·雷德。
艾爾聯在艾爾郡的本地打吡競爭對手是基爾馬諾克。

## 榮譽
- 蘇格蘭甲級足球聯賽
  - 亞軍（1）：2000/01年；

- 蘇格蘭乙組足球聯賽
  - 冠軍（6）：1911/12年、1912/13年、1927/28年、1936/37年、1958/59年、1965/66年；
  - 亞軍（3）：1910/11年、1955/56年、1968/69年；

- 蘇格蘭乙組〈第三級〉足球聯賽
  - 冠軍（2）：1987/88年、1996/97年；

- 蘇格蘭乙級足球聯賽
  - 亞軍（1）：2008/09年；

- 蘇格蘭聯賽盃
  - 亞軍（1）：2001/02年；

- 蘇格蘭聯賽挑戰盃
  - 亞軍（2）：1990/91年、1991/92年；

## 著名球員
- 亞歷斯·費格遜（Sir Alex Ferguson）
- 艾利·麥李歐德（Ally McLeod）
- 史堤夫·尼高（Steve Nicol）
- 加利·泰爾（Gary Teale）

## 外部連結
- The Official Club Website （页面存档备份，存于）
- Ayr United fan website & discussion forum
- Ayr United History website